# Tătărești (Strășeni)
Tătărești è un comune della Moldavia situato nel distretto di Strășeni di 1.498 abitanti al censimento del 2004.